# Municipio Antonio José de Sucre
Antonio José de Sucre es uno de los 12 Municipios que forman parte del Estado de Barinas, Venezuela. Se encuentra ubicado al oeste de Barinas en el pie de monte andino. Tiene una superficie de 2.975 km² y una población de 110.512 habitantes (censo 2011). La capital del municipio es Socopó, está última está ubicada a 1 hora y 30 minutos de la ciudad de Barinas.

## Historia

### Poblamiento prehispánico
El poblamiento inicial del territorio actual del municipio Antonio José de Sucre estuvo protagonizado por grupos indígenas, en un proceso de desarrollo natural prehispánico que continúa siendo objeto de investigación. Estas poblaciones practicaban el nomadismo como forma de subsistencia en la búsqueda de alimentos, pero con el tiempo evolucionaron hacia formas de agricultura incipiente y sedentarismo, acompañadas de un modo de vida en armonía con el entorno.
Esta etapa quedó evidenciada por la presencia de estructuras de tierra, montículos, sitios de habitación, cementerios, áreas de siembra, calzadas, petroglifos, así como por piezas líticas y cerámicas de uso utilitario y artístico encontradas a lo largo del municipio.

### Geografía cultural y toponimia indígena
En su proceso de asentamiento, las comunidades indígenas se desplazaban utilizando trochas creadas por animales, los cursos de agua naturales y, en etapas posteriores, calzadas construidas por ellos mismos. Los ríos jugaron un papel fundamental en la expansión territorial y en la estructuración cultural del espacio. Muchas de las corrientes hídricas y lugares aún conservan topónimos de origen indígena, como: Ticoporo, Michayes, Suripae, Caparos, Quiú, Zapa, Batatuy, Chameta, Murucuty, Socopó, Mijagual, Macagual y Mirí, entre otros. Estos nombres reflejan herencias lingüísticas vinculadas a tribus, líderes originarios y estructuras fonéticas propias del lenguaje aborigen.

### Sociedades indígenas y organización social
Las comunidades aborígenes practicaban una forma de vida estructurada en torno al trabajo colectivo, la agricultura comunitaria y la convivencia basada en el equilibrio con la naturaleza. Sus costumbres y creencias forjaron un sistema de existencia con arraigo territorial, fortaleciendo el sentimiento de pertenencia a la tierra cultivada y habitada.

### Llegada de empresas extranjeras y ocupación territorial
En 1952, se instalaron en la región dos compañías de capital inglés: King Mill, encargada de construir las vías de acceso hacia el interior de la Reserva Forestal de Ticoporo, y Venezuela Atlanta, destinada a la prospección petrolera. Esta última ejecutó perforaciones en un sector denominado «El Aeropuerto», donde se levantó un campamento con aproximadamente cincuenta trabajadores.
Antes de que la familia Peña la fundara oficialmente en 1955, Socopó fue fundada ilegalmente en 1954 por Ronny Raciny, considerado el primer padre de Socopó, quien tomo ese nombre por un cacique indígena llamado Socopó, perteneciente a la tribu de arahuacos que habitaba en la zona.

### Primeros pobladores contemporáneos
Pese a las condiciones hostiles de la selva de Ticoporo, el proceso de poblamiento contemporáneo comenzó en 1954 con la llegada de Jesús Manuel Peña y Pascualina Marquina, provenientes de El Morro, estado Mérida, quienes se establecieron en Sabanas de Murucuty. Le siguieron en 1955 Isaías y María de Sánchez, del Chama (Mérida); y en 1958, Pantaleón y Lucía de Rey y Lorenzo y María de Contreras, todos oriundos de Pregonero, estado Táchira.
El crecimiento demográfico se intensificó con la llegada de familias de Táchira, Mérida y Colombia, poblando zonas como Pedraza la Vieja, Capitanejo y el pie de monte andino entre los años 1950 y 1959. Este proceso se aceleró en la década de 1960, especialmente tras la construcción de la Troncal 5 en 1964, lo que facilitó el acceso y consolidó el crecimiento de Socopó y sus alrededores.

### Formación municipal
El territorio que hoy comprende el municipio Antonio José de Sucre formó parte originalmente del municipio Pedraza bajo la figura de la parroquia Ticoporo. En 1986, la Asamblea Legislativa del estado Barinas lo elevó a la categoría de municipio autónomo, con Socopó como capital y dos parroquias: Ticoporo y Nicolás Pulido. A partir de las elecciones municipales de 1988 comenzó su funcionamiento autónomo. Posteriormente, el 15 de diciembre de 1994, se creó la parroquia Andrés Bello, con capital en Bum Bum.

### Conflictos y violaciones a los derechos humanos
Durante los primeros años del poblamiento, los campesinos y colonos enfrentaron severos atropellos por parte de los organismos de seguridad del Estado. Entre los abusos más frecuentes se registraron la quema de viviendas rurales, persecuciones arbitrarias y diversos actos considerados como violaciones a los derechos humanos, en un contexto de expansión agrícola y ocupación de tierras en zonas selváticas.

## Geografía

### Organización parroquial
| Parroquia       | Superficie | Población   | Densidad      |
| --------------- | ---------- | ----------- | ------------- |
| Andrés Bello    | km²        | 7.147 hab.  | hab./km²      |
| Nicolás Pulido  | km²        | 8.717 hab.  | hab./km²      |
| Ticoporo        | km²        | 65.801 hab. | hab./km²      |
| Municipio Sucre | 2.975 km²  | 81.665 hab. | 28,0 hab./km² |

## Política y Gobierno

### Alcaldes
| Período     | Alcalde                 | Partido político / Alianza | % de votos | Notas |
| ----------- | ----------------------- | -------------------------- | ---------- | --- |
| 1989 - 1992 | Aquilino Zambrano Balza | COPEI                      | 54,39      | Primer alcalde bajo elecciones directas |
| 1992 - 1995 | Ana Campos Godoy        | COPEI                      | 55,86      | Segunda alcaldesa bajo elecciones directas |
| 1995 - 2000 | Trino Hurtado           | AD                         | -          | Tercer alcalde bajo elecciones directas (se realizaron elecciones generales adelantadas en el 2000 debido a la aprobación de la Constitución de 1999) |
| 2000 - 2004 | Trino Hurtado           | AD                         | 33,33      | Reelecto |
| 2004 - 2008 | Salvador Guerrero       | MVR                        | 45,76      | Cuarto alcalde bajo elecciones directas |
| 2008 - 2013 | Salvador Guerrero       | PSUV                       | 51,01      | Reelecto (se postergan 1 año las elecciones municipales pautadas para finales del 2012)                                                               |
| 2013 - 2017 | Ronald Aguilar          | UNT MUD                    | 49,62      | Quinto alcalde bajo elecciones directas |
| 2017 - 2021 | Belkis Pidiachi         | PSUV                       | 62,04      | Sexta alcaldesa bajo elecciones directas |
| 2021 - 2025 | Salvador Guerrero       | PSUV                       | 39,75      | Séptimo alcalde bajo elecciones directas |

### Concejo municipal
Período 1989 - 1992
| Concejales:             | Partido político / Alianza |
| ----------------------- | -------------------------- |
| Eligio Durán            | COPEI                      |
| Ramón Díaz Durán        | COPEI                      |
| Hugo Guerrero Contreras | COPEI                      |
| Ana Campos Godoy        | COPEI                      |
| Claudio Castillo        | AD                         |
| Francisco Contreras     | AD                         |
| Alberto Ramírez         | AD                         |

Período 1992 - 1995
| Concejales:             | Partido político / Alianza |
| ----------------------- | -------------------------- |
| Eligio Durán            | COPEI                      |
| Hugo Guerrero Contreras | COPEI                      |
| Arnoldo Saavedra        | COPEI                      |
| Isidro Díaz             | COPEI                      |
| Francisco Contreras     | AD                         |
| Emiliana Ramírez        | AD                         |
| Dámaso Carrero          | AD                         |

Período 1995 - 2000
| Concejales:             | Partido político / Alianza |
| ----------------------- | -------------------------- |
| José Ramón Contreras    | AD                         |
| Ruperto Mora            | AD                         |
| José Navas              | AD                         |
| Claudio Ramirez         | AD                         |
| Hugo Guerrero Contreras | COPEI                      |
| Angel Mora              | COPEI                      |
| Ramon Díaz Durán        | COPEI                      |

Período 2013 - 2018:
| Concejales        | Partido político / Alianza |
| ----------------- | -------------------------- |
| Alirio Rujano     | MUD                        |
| Arnoldo Saavedra  | MUD                        |
| Carlos Mohamed    | MUD                        |
| Leonel Bustamante | MUD                        |
| Luis Pico         | MUD                        |
| Trino Hurtado     | MUD                        |
| Francisco Ramírez | PSUV                       |

Periodo 2018 - 2021
| Concejales        | Partido político / Alianza |
| ----------------- | -------------------------- |
| Nestor Ramirez    | PSUV                       |
| Gusleima Pernía   | PSUV                       |
| Jennyffer Urbina  | PSUV                       |
| Leandro Hernández | PSUV                       |
| Jesus Mora        | PSUV                       |
| Belkys Noriega    | PSUV                       |
| Francisco Ramírez | PSUV                       |

Periodo 2021 - 2025
| Concejales:       | Partido político / Alianza |
| ----------------- | -------------------------- |
| Yelis Alarcón     | PSUV                       |
| Ilce Moreno       | PSUV                       |
| Carlos Atay       | PSUV                       |
| Leandro Hernández | PSUV                       |
| Jennyffer Urbina  | PSUV                       |
| Roger Aguilar     | MUD                        |
| Franklin Sanchez  | AD                         |